# Христо Ботев (стадион, Враца)
Стадион «Христо Ботев» (болг. Стадион «Христо Ботев») — болгарский многофункциональный спортивный стадион, вмещающий 32 тысячи человек. Используется преимущественно для футбольных матчей. Номинальным хозяином стадиона является футбольный клуб «Ботев», который назван (как и стадион) в честь легендарного болгарского революционера.

## История
Стадион был построен в послевоенные годы в 1946—1948 годах и вмещал 21 тысячу зрителей. Он пережил две реконструкции. Первая реконструкция состоялась в 2008 году: было установлено 3 тысячи сидений в трёх центральных секторах (стоимость составила 150 тысяч евро). Вторая конструкция началась в июне 2009 года и закончилась в том же году: был реконструирован сектор В, находящийся напротив входа на стадион (стоимость составила 120 тысяч евро). В октябре 2009 года стадион получил лицензию от Болгарского футбольного союза, позволяющую проводить матчи национального чемпионата на всех уровнях.
По состоянию на 2011 год на стадионе было 6 тысяч индивидуальных пластиковых сидений. В 2011 году началась подготовка к третьей реконструкции: планируется отстроить два боковых сектора и повысить число пластиковых сидений до 12 тысяч.